# Tell Me You Love Me (песня Деми Ловато)
«Tell Me You Love Me» — песня американской певицы Деми Ловато. Песня была написана Кёрби Лоурьен, Стинтом и Джоном Хиллом, а обработана последними двумя. Трек был выпущен лейблами Hollywood Records, Island Records и Safehouse Records 23 августа 2017 года в качестве заглавного трека из шестого студийного альбома Ловато «Tell Me You Love Me».

## Предыстория
Ловато опубликовала черно-белый тизер 23 августа 2017 года в социальных сетях, объявив о новом альбоме, в котором «Tell Me You Love Me» играет в фоновом режиме. На видео Ловато поет песню в студии, а далее исчезает в обложке альбома.

## Релиз
Релиз сингла состоялся 23 августа 2017 августа. Вместе с песней певица представила обложку, название и дату релиза своего предстоящего шестого студийного альбома. Также в этот день стал доступен предварительный заказ альбома.

## Критика
Элиас Лейт из Rolling Stone назвал песню «зыбучей балладой, полной аплодисментов».
Габриэлла Гинсберг из Hollywood Life назвала её «расширением прав и возможностей новой песни» и почувствовала, что «она полна огня».
Майк Васс из Idolator описал эту песню как «огненный гимн среднего темпа».
Де Элизабет из Teen Vogue описала эту песню как «силовую балладу, где вы захотите узнать все слова».
Катрина Рис из CelebMix назвала эту песню «балладой середины темпа, которая демонстрирует безупречный вокал Деми». Она думает, что песня показывает другую сторону Деми по сравнению с нахальным «Sorry Not Sorry».
Джефф Бенджамин из Fuse назвал песню «буйной балладой».
Дипа Лакшмин из MTV News описала вокал Ловато как «размашистый».
Раиса Брунер из Time описала эту песню как «пышную и драматичную песню о любви», в которой был «мощный хор и хохот» .

## Участие в альбоме
- Кёрби Лорьен — сонграйтер, фоновый вокал.
- Stint — сонграйтер, продюсер, бассы, драм-партии, гитара, пианино, программирование.
- Джон Хилл — сонграйтер, продюсер, бассы, драм-партии, гитара, пианино, программирование
- Джон Хэнс — микс
- Дэйв Палмер — клавишные
- Сербан Гини — микс
- Роб Коэн — запись
- Митч Аллан — запись

## Чарты
| Чарт (2017) | Пиковая позиция |
| ----------- | --------------- |
| (SNEP)      | 194             |

## История релиза
| Регион | Дата            | Формат            | Лейблы                                               | Прим. |
| ------ | --------------- | ----------------- | ---------------------------------------------------- | ----- |
| Мир    | 23 августа 2017 | Цифровая загрузка | Hollywood Records, Island Records, Safehouse Records | [ 1 ] |